# Piazza Ariostea
La Piazza Ariostea est une importante place de Ferrare en Émilie-Romagne.

## Histoire

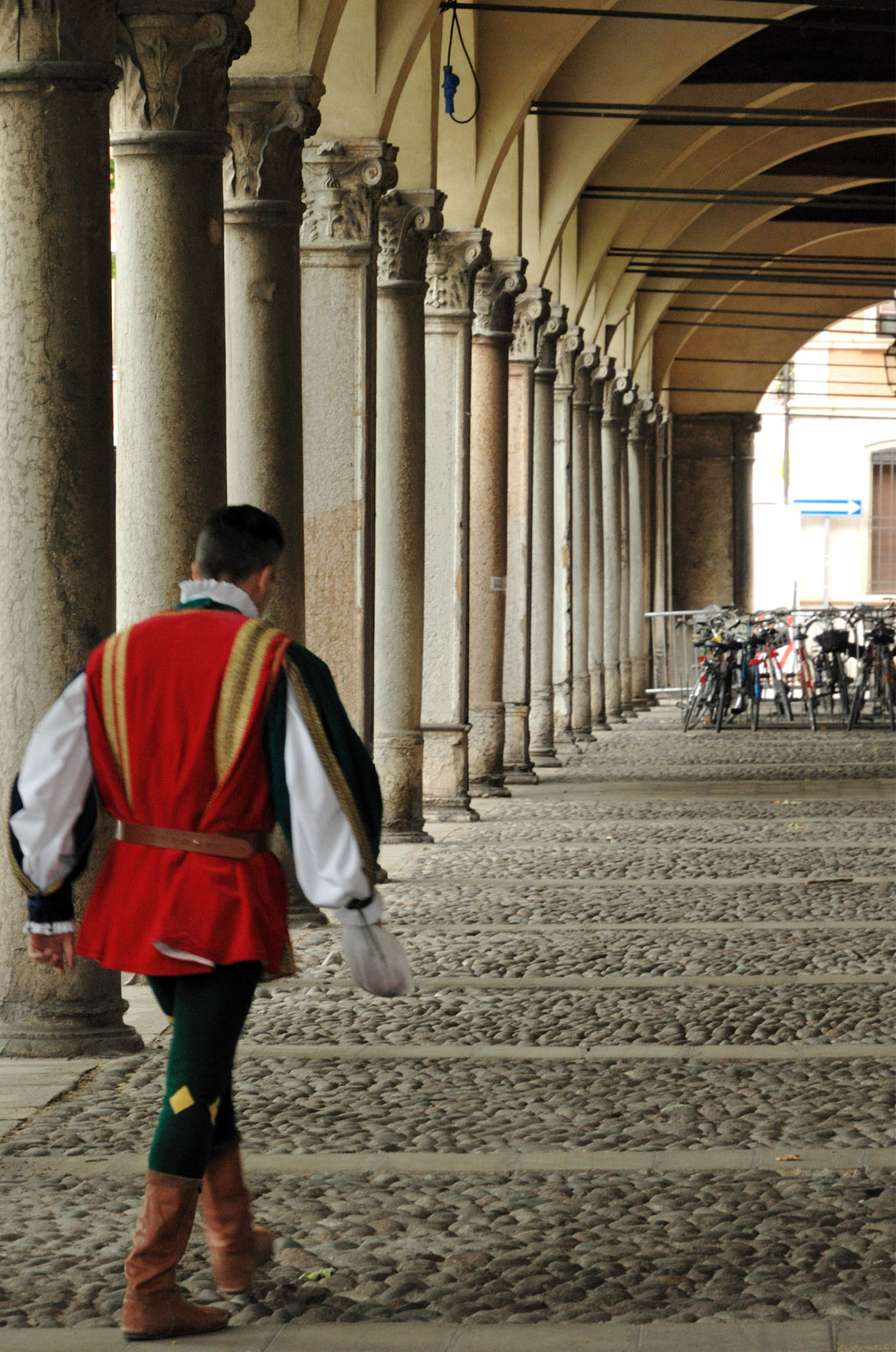
Personnage en costume de palio sous les arcades de la piazza Ariostea.

Conçue par l'architecte Biagio Rossetti, la place fait partie d'un plan d'urbanisme dit Addizione Erculea, du nom de Hercule Ier d'Este, duc de Ferrare
Autrefois appelée piazza Nuova, la place a une forme ovale et est décorée en son centre d'une colonne surmontée d'une statue du poète Ludovico Ariosto d'où son nom actuel.
Parmi les édifices donnant sur la place, se trouvent le palazzo Rondinelli et le palazzo Strozzi-Bevilacqua, construit par Rossetti, et, à l'angle nord-ouest de la place, le palazzo Massari, siège de trois musées importants.
Aujourd'hui, la place est un lieu de promenade et de détente pour les Ferrarais. Son anneau d'asphalte, vélodrome naturel, est utilisé pour diverses manifestations sportives locales. Le dernier dimanche de mai s'y déroule également le Palio de Ferrare, institué en 1279 et considéré comme le plus ancien palio du monde.